# Leif Wastenson
Leif Erik Vaste Wastenson, född 15 juni 1936 i Alingsås, död 20 november 2022, var en svensk naturgeograf. Han disputerade 1970 vid Stockholms universitet där han var professor emeritus i fjärranalys. Han blev ledamot av Vetenskapsakademien 1997.

### Tryckt litteratur
- Kungl. vetenskapsakademien, Matrikel 1999/2001, ISSN 0302-6558, sid. 128.

### Fotnoter
1. ↑  Libris, Kungliga biblioteket, SELIBR-ID: 234260, läst: 9 oktober 2017.[källa från Wikidata]
2. ↑  Libris, Kungliga biblioteket, 26 mars 2018, Libris-URI: 42gjlbxn261sgjt, läst: 24 augusti 2018.[källa från Wikidata]
3. ↑  Leif Wastenson på Familjesidan.se
4. ↑  Wastenson, Leif (1970). Flygbildstolkning av berghällar och blockmark: Metodstudier av tolkningsmöjligheter i olika flygbildsmaterial : Summary: Aerial photo interpretation of bedrock outcrops and boulders. Methodological studies of the interpretation possibilities in different kinds of aerial photographs. Stockholm. Libris 10866552